# Fakó bokorpacsirta
A fakó bokorpacsirta (Calendulauda africanoides) a verébalakúak (Passeriformes) rendjébe, ezen belül a pacsirtafélék (Alaudidae) családjába tartozó faj.

## Rendszerezése
A fajt Andrew Smith skót ornitológus írta le 1836-ban, a Mirafra nembe Mirafra africanoides néven.

## Alfajok
- Calendulauda africanoides trapnelli (C. M. N. White, 1943) – délkelet-Angola, délnyugat-Zambia;
- Calendulauda africanoides makarikari (Roberts, 1932) – délnyugat-Angola, észak-Namíbia, észak- és közép-Botswana;
- Calendulauda africanoides harei (Roberts, 1917) – északnyugat- és közép-Namíbia;
- Calendulauda africanoides sarwensis (Roberts, 1932) – nyugat-Botswana;
- Calendulauda africanoides africanoides (A. Smith, 1836) – dél-Namíbia, dél- és kelet-Botswana, nyugat-Zimbabwe, észak- és északkelet-Dél-afrikai Köztársaság;
- Calendulauda africanoides vincenti (Roberts, 1938) – közép-Zimbabwe, dél-Mozambik.

## Előfordulása
Afrika déli részén, Angola, Botswana, a Dél-afrikai Köztársaság, Mozambik, Namíbia, Zambia és Zimbabwe területén honos. Természetes élőhelyei a szubtrópusi és trópusi száraz cserjések és szavannák. Állandó, nem vonuló faj.

## Megjelenése
Testhossza 16 centiméter, testtömege 21–28 gramm.

## Életmódja
Rovarokkal és magvakkal táplálkozik.

## Szaporodása
Egész évben költhet, de leggyakrabban szeptember és április között.

## Természetvédelmi helyzete
Az elterjedési területe nagy, egyedszáma pedig stabil. A Természetvédelmi Világszövetség Vörös listáján nem fenyegetett fajként szerepel.